# Teodora Cantacucena
Teodora Cantacucena (en griego: Θεοδώρα Καντακουζηνή; c. 1340-después de 1390) fue la emperatriz consorte de Alejo III de Trebisonda.

## Biografía
Teodora es considerada una hija de Nicéforo Cantacuceno, sebastocrátor. Según la crónica de su pariente Juan VI Cantacuceno, Nicéforo fue encarcelado por órdenes de Alejo Apocauco, uno de los principales asesores de Ana de Saboya en la guerra civil contra Juan VI, en 1341. Nicéforo fue liberado más tarde y fue el gobernador de Adrianópolis en la década de 1350. La identidad de su madre es desconocida.
Las traducciones disponibles en latín de la crónica mencionan a Nicéforo como patruelis de Juan VI, un primo hermano paterno. Asumiendo que esto no fue un error de traducción, el abuelo paterno de Teodora sería un hermano de Miguel Cantacuceno.
El 28 de septiembre de 1351, Teodora se casó con Alejo III de Trebisonda. De acuerdo con Trebizond: The Last Greek Empire of the Byzantine Era (1926) de William Miller, el matrimonio tuvo lugar en la reconstruida Iglesia de San Eugenio. Miller considera que el matrimonio fue el resultado de una alianza entre Juan VI y Alejo III.
Ellos tuvieron seis hijos. La maternidad de las hijas ha sido cuestionada debido a su matrimonio con gobernantes no cristianos, una práctica normalmente seguida por las hijas ilegítimas de los emperadores, como María Paleóloga. Sin embargo no son mencionados como hijos ilegítimos en las fuentes disponibles:
- Ana de Trebisonda (6 de abril de 1357-después de 1406). Se casó Bagrat V de Georgia como su segunda esposa. Las «Crónicas georgianas» del siglo XVIII indica que ella fue la madre del hijo menor de Bagrat V, Constantino I de Georgia.
- Basilio de Trebisonda (17 de septiembre de 1358-c. 1377). Hijo mayor, murió joven.
- Manuel III de Trebisonda (16 de diciembre de 1364-5 de marzo de 1417).
- Eudoxia de Trebisonda. Se casó primero con Tadjeddin Pasha de Sinop, también emir de Limnia. El matrimonio tuvo lugar el 8 de octubre de 1379. Tadjeddin murió en una batalla contra su tío Haji Omar en 1386.[4] Jorge Frantzes indica que ella tuvo hijos con su primer marido, pero los nombres son desconocidos. Eudoxia luego se casó con Constantino Dragaš, un gobernante regional semiindependiente del fragmentando Imperio serbio, su propio reino se centró en Velbazhd (Kyustendil). En 1395, junto con su vecino y aliado, el rey serbio Marko Mrnjavčević de Prilep, Constantino Dragaš murió luchando por su sultán otomano Beyazid I contra Mircea I de Valaquia en Rovine, cerca de Craiova. Eudoxia no tuvo hijos conocidos con su segundo matrimonio.
- María de Trebisonda. Se casó con Süleyman Beg, emir de Chalybia. Fue el hijo de Omar Haji y primo de Tadjeddin Pasha.
- Una hija desconocida. Se casó con Mutahharten, emir de Erzindjan.

Luego de la muerte de Alejo III el 20 de marzo de 1390, Teodora se retiró a un monasterio en Constantinopla. Su nombre monástico fue Teodosia. No hay mención sobre ella después.